# Stazione di Due Ponti
La stazione di Due Ponti è una fermata ferroviaria di Roma. È posta sulla ferrovia Roma-Civitacastellana-Viterbo. La stazione si trova fra la via Flaminia Nuova e la via Vitorchiano, nel tratto urbano di Roma, entro il Grande Raccordo Anulare.
Dal 1º luglio 2022 è gestita da ASTRAL.

## Strutture e impianti
La stazione consiste di due binari coperti da pensiline. La fermata non è presenziata. Su questa fermata fanno servizio i convogli in servizio urbano e si tratta di una fermata a richiesta. L'edificio annesso è usato come abitazione privata.

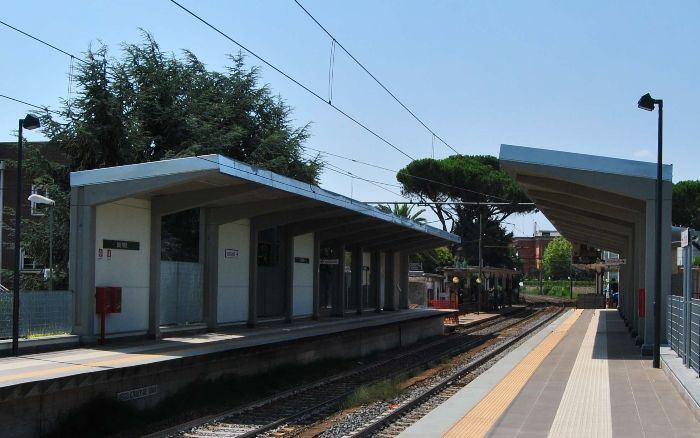
La stazione come si presenta dopo i lavori di ammodernamento del 2013

La stazione sorge a pochi metri in linea d'aria dalla sponda destra del Tevere, in un'area di alto valore paesaggistico-ambientale. Si trova in prossimità dell'antico mausoleo di Marco Nonio Macrino ed a pochi metri dal Monte delle Grotte, collina tufacea che presenta insediamenti protostorici.
Il due marciapiedi sono collegati da un sottopassaggio pedonale.
Nel 2013 ci sono stati importanti lavori di ristrutturazione della stazione. È stato realizzato un nuovo sottopasso di collegamento tra le due direzioni del treno e il rialzamento delle banchine al livello del piano di ingresso ai treni secondo gli standard metropolitani, per permettere l'incarrozzamento a raso; le banchine sono state inoltre coperte da pensiline in struttura metallica più ampie delle precedenti .

## Movimento
La stazione è servita dai collegamenti ferroviari svolti da Cotral nell'ambito del contratto di servizio con la regione Lazio.

## Interscambi
- Fermata autobus ATAC